# 辛島浅彦
辛島 浅彦（からしま あさひこ、1882年（明治15年）7月17日 - 1965年（昭和40年）10月15日）は、日本の実業家。東洋レーヨン会長や、人絹絹統制会会長を務めた。藍綬褒章受章。

## 人物・経歴
大分県生まれ。1905年第五高等学校工学部（現熊本大学工学部）卒業、芝浦製作所入社。1910年三井物産ロンドン支店詰。三井物産名古屋支店長代理等を経て、1927年東洋レーヨン常務取締役滋賀工場長に就任。
1933年からは東洋レーヨン専務取締役として経営にあたり業績の急成長を実現した。1937年東洋レーヨン会長。1942年人絹絹統制会会長。
1944年国策パルプ工業社長。1946年山陽パルプ取締役。1949年日本貿易会長、山陽パルプ監査役、大日本印刷監査役。1951年東洋レーヨン監査役。1953年東洋レーヨン相談役。1958年大津市名誉市民。1959年藍綬褒章受章。1964年勲四等旭日小綬章受章。

## 親族
朝吹亀三元大分市長は伯父。